# Shahar Peer
Pour les articles homonymes, voir Peer.
Shahar Peer (hébreu : שחר פאר), née le 1er mai 1987 à Jérusalem, est une joueuse de tennis israélienne, professionnelle de 2004 à 2017.
Durant sa carrière, Shahar Peer remporte cinq titres en simple et trois en double sur le circuit WTA. Elle atteint plusieurs autres finales, dont celle du double dames de l'Open d'Australie en 2008. Elle est par ailleurs la première Israélienne à atteindre les quarts de finale en simple dans une épreuve du Grand Chelem, lors de l'Open d'Australie 2007.

## Carrière tennistique

### Débuts
Shahar Peer remporte à 14 ans l'Orange Bowl sans perdre un seul set et en 2004, l'Open d'Australie junior en battant Nicole Vaidišová en finale.
Elle fête sa première apparition sur le circuit ITF en décembre 2001 par deux matchs gagnés à Ashkelon. Quelques mois plus tard, elle est appelée en équipe de Fed Cup et dispute un double sans enjeu contre la Roumanie qui se solde par une défaite. Elle atteint la même année la finale du tournoi de Tel Aviv puis glane en 2003 ses premiers titres à Ramat Ha-Sharon puis à Haïfa. Elle obtient l'année suivante une wild card pour son premier tournoi WTA à Hyderâbâd où elle franchit le tableau de qualification avant d'échouer au second tour. Shahar Peer s'impose dans la foulée à l'ITF de Bendigo. Elle prend part à l'US Open où elle parvient au second tour des qualifications. La joueuse israélienne sort une belle performance au tournoi WTA de Séoul qui la voit s'imposer pour la première fois sur une joueuse classée parmi les 100 premières du classement (Katarina Srebotnik), victoire qui lui permet d'atteindre le stade des quarts de finale. Elle franchit un cap en 2005 en parvenant régulièrement à intégrer le grand tableau des tournois WTA. Shahar Peer accède quatre fois aux quarts de finale et commence à battre des joueuses de premier plan (Marion Bartoli, Ai Sugiyama, Tatiana Panova...). Elle est également pour la première fois sélectionnée en simple en Fed Cup.
Elle livre début 2006 l'un des plus longs matchs de l'histoire de la WTA (le 6e) en demi-finale à Canberra contre Anabel Medina Garrigues qu'elle perd finalement sur le score de 6-7, 7-5, 6-4 après 3 h 45 de jeu. Shahar Peer ouvre son compteur de victoires sur le circuit WTA avec des succès à Pattaya, Prague et Istanbul. Ses résultats en Grand Chelem sont très encourageants : huitième de finale à Roland-Garros (avec une victoire sur la numéro 8 mondiale Elena Dementieva) et à l'US Open. Shahar Peer connaît également ses premiers succès en double à Prague (en compagnie de Marion Bartoli) et à Stanford (avec Anna Groenefeld). Sa saison est marquée par une superbe performance en Fed Cup où elle participe grandement à la montée de son pays pour la première fois dans le second groupe mondial en gagnant tous ses matchs, aussi bien en simple qu'en double (9 de rang). Elle bat notamment Ana Ivanović et prend part à la victoire dans le double décisif avec Tzipora Obziler 10-8 dans le dernier set contre la paire de Serbie-et-Monténégro Ana Ivanović / Danica Krstajić. Elle entre dans les 20 premières du classement à l'issue de la saison.
Lors de l'édition 2007 de l'Open d'Australie, elle devient la première Israélienne à atteindre les quarts de finale en simple dans une épreuve du Grand Chelem, grâce à des victoires contre Tatiana Golovin puis contre Svetlana Kuznetsova après avoir sauvé une balle de match. Elle est alors la joueuse Israélienne la mieux classée de l'histoire, égalant le rang d'Anna Smashnova (15e). Elle parvient également en quart de finale huit mois plus tard à l'US Open. Shahar Peer est moins en réussite dans les épreuves moins huppées : elle n'atteint qu'une seule fois la finale, à Memphis, et ne glane aucun titre en simple. Elle remporte pour la seconde fois le tournoi de Stanford en double en compagnie de Sania Mirza. La campagne de Fed Cup est une nouvelle fois fructueuse puisque son pays bat l'Autriche notamment grâce à ses deux succès en simple. Israël accède en première division du groupe mondial, meilleure performance à ce jour pour ce pays.
2008 débute par une demi-finale à Gold Coast (défaite contre Victoria Azarenka) et un troisième tour décevant à l'Open d'Australie où elle est largement surpassée par l'expérimentée Elena Dementieva (6-2, 6-0). Elle brille davantage en double puisqu'elle n'est battue qu'en finale avec comme partenaire Victoria Azarenka. Elle enchaîne avec un week-end de Fed Cup houleux en Israël contre le pays tenant du titre, la Russie. Elle se joue au premier match d'une Dinara Safina en petite forme puis se trouve au centre d'une polémique née au cours du match entre Tzipora Obziler et Maria Sharapova : elle est accusée par le staff Russe d'avoir encouragé le public à singer les cris de Maria pendant les échanges. Shahar Peer est balayée par une Maria Sharapova surmotivée lors du second match. Avec Tzipi Obziler, elle est la première joueuse Israélienne à s'engager à Doha et de manière plus générale, dans un tournoi organisé dans un pays du Golfe Persique en dépit d'un boycott l'interdisant.
Après un rendez-vous manqué à Roland-Garros où elle est balayée dès le premier tour, Shahar Peer se fait remarquer en battant au 3e tour de Wimbledon la tête de série no 9, Dinara Safina, toute récente finaliste de Roland-Garros, au cours d'un match marathon sur le score de 7-5, 64-7, 8-6. Elle est battue en huitième de finale sèchement par Elena Dementieva (6-2, 6-1).
Le 27 septembre 2009, elle remporte le tournoi WTA de Tachkent en Ouzbékistan, battant en finale la joueuse locale Akgul Amanmuradova en deux sets (6-3, 6-4).

### 2009: Polémique avec l'Open de Dubaï
En février 2009, Shahar Peer se voit refuser son visa pour les Émirats arabes unis afin de jouer l'Open de Dubaï, pour des « raisons de sécurité », bien que le règlement de la WTA stipule que toutes les joueuses doivent pouvoir participer à tous les tournois du monde dès lors qu'elles sont invitées ou qualifiées (ce qui était le cas de Peer).
Le 20 février, la WTA inflige 300 000 $ d'amende aux organisateurs de l'épreuve. Sur cette somme, Peer en reçoit 44 250 (moyenne de ses gains en 2008 par tournoi). L'instance dirigeante alloue aussi à la joueuse un solde de 130 points au classement à venir, correspondant à ceux qu'elle avait acquis à la même période l'an passé. La WTA exige enfin des Émirats que Peer bénéficie une wild card en 2010, quel que soit son rang mondial.

## Palmarès

### Titres en simple dames
| No | Date       | Nom et lieu du tournoi                | Catégorie | Dotation  | Surface      | Finaliste          | Score          |          |
| -- | ---------- | ------------------------------------- | --------- | --------- | ------------ | ------------------ | -------------- | -------- |
| 1  | 06-02-2006 | Women's Open by Yaris, Pattaya        | Tier IV   | 170 000 $ | Dur (ext.)   | Jelena Kostanić    | 6-3, 6-1       | Parcours |
| 2  | 08-05-2006 | ECM Open, Prague                      | Tier IV   | 145 000 $ | Terre (ext.) | Samantha Stosur    | 4-6, 6-2, 6-1  | Parcours |
| 3  | 22-05-2006 | Istanbul Cup, Istanbul                | Tier III  | 200 000 $ | Terre (ext.) | Anastasia Myskina  | 1-6, 6-3, 7-63 | Parcours |
| 4  | 14-09-2009 | International Women’s Open, Guangzhou | Intern'l  | 220 000 $ | Dur (ext.)   | Alberta Brianti    | 6-3, 6-4       | Parcours |
| 5  | 21-09-2009 | Tashkent Open, Tachkent               | Intern'l  | 220 000 $ | Dur (ext.)   | Akgul Amanmuradova | 6-3, 6-4       | Parcours |

### Finales en simple dames
| No | Date       | Nom et lieu du tournoi                  | Catégorie | Dotation  | Surface    | Vainqueure       | Score    |          |
| -- | ---------- | --------------------------------------- | --------- | --------- | ---------- | ---------------- | -------- | -------- |
| 1  | 19-02-2007 | M. Keegan & Cellular South Cup, Memphis | Tier III  | 175 000 $ | Dur (int.) | Venus Williams   | 6-1, 6-1 | Parcours |
| 2  | 11-01-2010 | Moorilla International, Hobart          | Intern'l  | 220 000 $ | Dur (ext.) | Alona Bondarenko | 6-2, 6-4 | Parcours |
| 3  | 25-07-2011 | Citi Open, College Park                 | Intern'l  | 220 000 $ | Dur (ext.) | Nadia Petrova    | 7-5, 6-2 | Parcours |
| 4  | 22-07-2013 | Baku Cup, Bakou                         | Intern'l  | 235 000 $ | Dur (ext.) | Elina Svitolina  | 6-4, 6-4 | Parcours |

### Titres en double dames
| No | Date       | Nom et lieu du tournoi            | Catégorie | Dotation  | Surface      | Partenaire          | Finalistes                         | Score     |          |
| -- | ---------- | --------------------------------- | --------- | --------- | ------------ | ------------------- | ---------------------------------- | --------- | -------- |
| 1  | 08-05-2006 | ECM Open Prague                   | Tier IV   | 145 000 $ | Terre (ext.) | Marion Bartoli      | Ashley Harkleroad Bethanie Mattek  | 6-4, 6-4  | Parcours |
| 2  | 25-07-2006 | Bank of the West Classic Stanford | Tier II   | 600 000 $ | Dur (ext.)   | Anna-Lena Grönefeld | Maria Elena Camerin Gisela Dulko   | 6-1, 6-4  | Parcours |
| 3  | 23-07-2007 | Bank of the West Classic Stanford | Tier II   | 600 000 $ | Dur (ext.)   | Sania Mirza         | Victoria Azarenka Anna Chakvetadze | 6-4, 7-65 | Parcours |

### Finales en double dames
| No | Date       | Nom et lieu du tournoi                | Catégorie | Dotation    | Surface      | Vainqueures                          | Partenaire         | Score            |          |
| -- | ---------- | ------------------------------------- | --------- | ----------- | ------------ | ------------------------------------ | ------------------ | ---------------- | -------- |
| 1  | 24-09-2007 | FORTIS Championships Luxembourg       | Tier II   | 600 000 $   | Dur (int.)   | Iveta Benešová Janette Husárová      | Victoria Azarenka  | 6-4, 6-2         | Parcours |
| 2  | 14-01-2008 | Australian Open Melbourne             | G. Chelem | 8 000 000 $ | Dur (ext.)   | Alona Bondarenko Kateryna Bondarenko | Victoria Azarenka  | 2-6, 6-1, 6-4    | Parcours |
| 3  | 11-03-2009 | BNP Paribas Open Indian Wells         | PREMIER*  | 4 500 000 $ | Dur (ext.)   | Victoria Azarenka Vera Zvonareva     | Gisela Dulko       | 6-4, 3-6, [10-5] | Parcours |
| 4  | 26-09-2010 | Toray Pan Pacific Open Tokyo          | Premier 5 | 2 000 000 $ | Dur (ext.)   | Iveta Benešová Barbora Z. Strýcová   | Peng Shuai         | 6-4, 4-6, [10-8] | Parcours |
| 5  | 20-05-2013 | Brussels Open Bruxelles               | Premier   | 690 000 $   | Terre (ext.) | Anna-Lena Grönefeld Květa Peschke    | Gabriela Dabrowski | 6-0, 6-3         | Parcours |
| 6  | 19-05-2014 | Nürnberger Versicherungscup Nuremberg | Intern'l  | 250 000 $   | Terre (ext.) | Michaëlla Krajicek Karolína Plíšková | Raluca Olaru       | 6-0, 4-6, [10-6] | Parcours |
| 7  | 21-07-2014 | Baku Cup Bakou                        | Intern'l  | 250 000 $   | Dur (ext.)   | Alexandra Panova Heather Watson      | Raluca Olaru       | 6-2, 7-63        | Parcours |

### Titre en simple en WTA 125
| No | Date       | Nom et lieu du tournoi              | Catégorie | Dotation  | Surface    | Finaliste    | Score         |          |
| -- | ---------- | ----------------------------------- | --------- | --------- | ---------- | ------------ | ------------- | -------- |
| 1  | 05-08-2013 | Caoxijiu Suzhou Ladies Open, Suzhou | WTA 125   | 125 000 $ | Dur (ext.) | Zheng Saisai | 6-2, 2-6, 6-3 | Parcours |

## Parcours en Grand Chelem

### En simple dames
| Année | Open d'Australie                                       | Open d'Australie                                     | Internationaux de France                                 | Internationaux de France                         | Wimbledon                                              | Wimbledon                                        | US Open                                             | US Open             |
| ----- | ------------------------------------------------------ | ---------------------------------------------------- | -------------------------------------------------------- | ------------------------------------------------ | ------------------------------------------------------ | ------------------------------------------------ | --------------------------------------------------- | ------------------- |
| 2004  | -                                                      | -                                                    | -                                                        | -                                                | -                                                      | -                                                | Q2 \|\| style="text-align:left" \| A. Serra Zanetti |                     |
| 2005  | Q3 \|\| style="text-align:left" \| Sesil Karatantcheva | 3e tour (1/16)                                       | Nadia Petrova                                            | 2e tour (1/32)                                   | Daniela Hantuchová                                     | 3e tour (1/16)                                   | María Vento                                         |                     |
| 2006  | 1er tour (1/64)                                        | Shinobu Asagoe                                       | 4e tour (1/8)                                            | Martina Hingis                                   | 2e tour (1/32)                                         | Peng Shuai                                       | 4e tour (1/8)                                       | Justine Henin       |
| 2007  | 1/4 de finale                                          | Serena Williams                                      | 4e tour (1/8)                                            | Svetlana Kuznetsova                              | 3e tour (1/16)                                         | Marion Bartoli                                   | 1/4 de finale                                       | Anna Chakvetadze    |
| 2008  | 3e tour (1/16)                                         | Elena Dementieva                                     | 1er tour (1/64)                                          | Samantha Stosur                                  | 4e tour (1/8)                                          | Elena Dementieva                                 | 1er tour (1/64)                                     | Li Na               |
| 2009  | 1er tour (1/64)                                        | Caroline Wozniacki                                   | -                                                        | -                                                | 2e tour (1/32)                                         | Nadia Petrova                                    | 3e tour (1/16)                                      | Svetlana Kuznetsova |
| 2010  | 3e tour (1/16)                                         | Caroline Wozniacki                                   | 4e tour (1/8)                                            | Serena Williams                                  | 2e tour (1/32)                                         | Angelique Kerber                                 | 4e tour (1/8)                                       | Venus Williams      |
| 2011  | 3e tour (1/16)                                         | Flavia Pennetta                                      | 1er tour (1/64)                                          | M. J. Martínez                                   | 1er tour (1/64)                                        | Ksenia Pervak                                    | 2e tour (1/32)                                      | Sloane Stephens     |
| 2012  | 2e tour (1/32)                                         | Sabine Lisicki                                       | 2e tour (1/32)                                           | Ana Ivanović                                     | 1er tour (1/64)                                        | Julia Görges                                     | 1er tour (1/64)                                     | Lara Arruabarrena   |
| 2013  | 2e tour (1/32)                                         | Kimiko Date                                          | 1er tour (1/64)                                          | Agnieszka Radwańska                              | Q3 \|\| style="text-align:left" \| M. Larcher de Brito | Q1 \|\| style="text-align:left" \| Ksenia Pervak |                                                     |                     |
| 2014  | 1er tour (1/64)                                        | Monica Niculescu                                     | 1er tour (1/64)                                          | Eugenie Bouchard                                 | 1er tour (1/64)                                        | Caroline Wozniacki                               | 2e tour (1/32)                                      | Mirjana Lučić       |
| 2015  | Q3 \|\| style="text-align:left" \| Richèl Hogenkamp    | Q3 \|\| style="text-align:left" \| L. Domínguez Lino | Q3 \|\| style="text-align:left" \| Bethanie Mattek-Sands | Q1 \|\| style="text-align:left" \| Tamira Paszek |                                                        |                                                  |                                                     |                     |
| 2016  | Q1 \|\| style="text-align:left" \| Kristýna Plíšková   | -                                                    | -                                                        | -                                                | -                                                      | -                                                | -                                                   |                     |

À droite du résultat, l’ultime adversaire.

### En double dames
| Année | Open d'Australie             | Open d'Australie             | Internationaux de France      | Internationaux de France     | Wimbledon                    | Wimbledon                   | US Open                      | US Open                    |
| ----- | ---------------------------- | ---------------------------- | ----------------------------- | ---------------------------- | ---------------------------- | --------------------------- | ---------------------------- | -------------------------- |
| 2005  | -                            | -                            | -                             | -                            | 1/4 de finale V. Dushevina   | A.-L. Grönefeld Navrátilová | 2e tour (1/16) V. Dushevina  | Lisa Raymond S. Stosur     |
| 2006  | 1er tour (1/32) V. Dushevina | V. Ruano Paola Suárez        | 3e tour (1/8) M. Bartoli      | D. Hantuchová Ai Sugiyama    | 2e tour (1/16) M. Bartoli    | V. Ruano Paola Suárez       | 2e tour (1/16) M. Bartoli    | S. Asagoe A. Morigami      |
| 2007  | 1er tour (1/32) M. Bartoli   | T. Garbin Roberta Vinci      | 3e tour (1/8) Dinara Safina   | K. Srebotnik Ai Sugiyama     | 3e tour (1/8) Sania Mirza    | Lisa Raymond S. Stosur      | 3e tour (1/8) T. Garbin      | N. Dechy Dinara Safina     |
| 2008  | Finale V. Azarenka           | A. Bondarenko K. Bondarenko  | 1/4 de finale V. Azarenka     | C. Dellacqua F. Schiavone    | 1/4 de finale V. Azarenka    | Cara Black Liezel Huber     | 1er tour (1/32) V. Azarenka  | Nadia Petrova F. Schiavone |
| 2009  | 1er tour (1/32) C. Wozniacki | Kudryavtseva E. Makarova     | -                             | -                            | 2e tour (1/16) Gisela Dulko  | Yan Zi Zheng Jie            | 3e tour (1/8) Gisela Dulko   | S. Stosur Rennae Stubbs    |
| 2010  | 2e tour (1/16) G. Voskoboeva | N. Llagostera M. J. Martínez | 1/4 de finale M. Niculescu    | N. Llagostera M. J. Martínez | 2e tour (1/16) M. Niculescu  | Vania King Y. Shvedova      | 3e tour (1/8) M. Niculescu   | Gisela Dulko F. Pennetta   |
| 2011  | 3e tour (1/8) Peng Shuai     | Květa Peschke K. Srebotnik   | -                             | -                            | 3e tour (1/8) Cara Black     | Květa Peschke K. Srebotnik  | 1er tour (1/32) M. Niculescu | I. Benešová B. Z. Strýcová |
| 2012  | 2e tour (1/16) V. Dushevina  | Polona Hercog Zheng Jie      | 1er tour (1/32) I.-C. Begu    | J. Gajdošová An. Rodionova   | 1er tour (1/32) Y. Wickmayer | A. Radwańska U. Radwańska   | 1er tour (1/32) Laura Robson | S. Lisicki Peng Shuai      |
| 2013  | 1er tour (1/32) Kudryavtseva | Darija Jurak K. Marosi       | -                             | -                            | 1er tour (1/32) Yan Zi       | Raquel Kops A. Spears       | 1er tour (1/32) L. Domínguez | Cara Black M. Erakovic     |
| 2014  | 1/4 de finale Sílvia Soler   | Raquel Kops A. Spears        | 1er tour (1/32) D. Hantuchová | Cara Black Sania Mirza       | -                            | -                           | 1er tour (1/32) Kiki Bertens | A. Hlaváčková Zheng Jie    |
| 2015  | 1er tour (1/32) Annika Beck  | A. Panova H. Watson          | 2e tour (1/16) Annika Beck    | Chan Yung-Jan Zheng Jie      | -                            | -                           | -                            | -                          |

Sous le résultat, la partenaire ; à droite, l’ultime équipe adverse.

### En double mixte
| Année | Open d'Australie             | Open d'Australie           | Internationaux de France  | Internationaux de France | Wimbledon                    | Wimbledon                  | US Open                     | US Open                   |
| ----- | ---------------------------- | -------------------------- | ------------------------- | ------------------------ | ---------------------------- | -------------------------- | --------------------------- | ------------------------- |
| 2005  | -                            | -                          | -                         | -                        | 1er tour (1/32) Andy Murray  | E. Gagliardi Lucas Arnold  | -                           | -                         |
| 2006  | 1er tour (1/16) J. Erlich    | Rennae Stubbs Todd Perry   | 1er tour (1/16) J. Erlich | Liezel Huber Leoš Friedl | 2e tour (1/16) Kevin Ullyett | V. Dushevina Wesley Moodie | -                           | -                         |
| 2008  | -                            | -                          | -                         | -                        | -                            | -                          | 1er tour (1/16) Paul Hanley | C. Wozniacki M. Matkowski |
| 2009  | 1er tour (1/16) R. Lindstedt | D. Cibulková Jürgen Melzer | -                         | -                        | -                            | -                          | -                           | -                         |
| 2011  | -                            | -                          | -                         | -                        | 1/4 de finale J. Erlich      | Elena Vesnina M. Bhupathi  | -                           | -                         |
| 2012  | -                            | -                          | -                         | -                        | 2e tour (1/16) J. Erlich     | Květa Peschke Andy Ram     | -                           | -                         |

Sous le résultat, le partenaire ; à droite, l’ultime équipe adverse.

## Parcours en «Premier Mandatory» et «Premier 5»
Découlant d'une réforme du circuit WTA inaugurée en 2009, les tournois WTA « Premier Mandatory » et « Premier 5 » constituent les catégories d'épreuves les plus prestigieuses, après les quatre levées du Grand Chelem.

### En simple dames
| Année |              | Premier Mandatory            | Premier Mandatory             | Premier Mandatory             | Premier Mandatory              |       | Premier 5 | Premier 5                  | Premier 5                  | Premier 5                   | Premier 5                       | Premier 5 | Premier 5                    |
| Année | Indian Wells | Miami                        | Madrid                        | Pékin                         |                                | Dubaï | Rome      | Canada                     | Cincinnati                 |                             | Tokyo                           |           |                              |
| Année | Indian Wells | Miami                        | Madrid                        | Pékin                         |                                | Doha  | Rome      | Canada                     | Cincinnati                 |                             | Wuhan                           |           |                              |
| Année | Indian Wells | Miami                        | Madrid                        | Pékin                         |                                |       | Rome      | Canada                     | Cincinnati                 |                             |                                 |           |                              |
| 2009  |              | 4e tour (1/8) V. Azarenka    | 2e tour (1/32) V. Williams    | 1er tour (1/32) C. Wozniacki  | 1er tour (1/32) E. Makarova    |       |           |                            |                            | 3e tour (1/8) E. Dementieva |                                 |           |                              |
| 2010  |              | 4e tour (1/8) J. Janković    | 3e tour (1/16) K. Clijsters   | 1/2 finale V. Williams        | 1/2 finale C. Wozniacki        |       |           | 1/2 finale V. Williams     | 3e tour (1/8) V. Williams  | 1er tour (1/32) K. Kanepi   | 3e tour (1/8) A. Pavlyuchenkova |           | 2e tour (1/16) K. Kanepi     |
| 2011  |              | 1/4 de finale Y. Wickmayer   | 2e tour (1/32) A. Medina      | 1er tour (1/32) A. Kleybanova | 1er tour (1/32) M. J. Martínez |       |           | 1/4 de finale C. Wozniacki | 3e tour (1/8) M. Sharapova | 1er tour (1/32) A. Wozniak  | 3e tour (1/8) Peng S.           |           | 2e tour (1/16) K. Zakopalová |
| 2012  |              | 1er tour (1/64) L. Tsurenko  | 2e tour (1/32) M. Sharapova   | 2e tour (1/16) V. Lepchenko   |                                |       |           | 3e tour (1/8) C. McHale    | 2e tour (1/16) V. Azarenka | 1er tour (1/32) E. Bouchard | 1er tour (1/32) J. Görges       |           |                              |
| 2013  |              | 2e tour (1/32) K. Zakopalová | 1er tour (1/64) E. Bouchard   |                               |                                |       |           |                            |                            |                             |                                 |           |                              |
| 2014  |              | 1er tour (1/64) S. Fichman   | 1er tour (1/64) O. Govortsova |                               |                                |       |           |                            |                            |                             |                                 |           |                              |

Sous le résultat, l’ultime adversaire.

### En double dames
| Année                     | Premier Mandatory    | Premier Mandatory       | Premier Mandatory    | Premier Mandatory         | Premier Mandatory       | Premier Mandatory         | Premier Mandatory | Premier Mandatory         | Premier 5            | Premier 5               | Premier 5         | Premier 5             | Premier 5          | Premier 5                | Premier 5            | Premier 5                 | Premier 5       | Premier 5             | Premier 5         | Premier 5 | Premier 5 | Premier 5 |
| Année                     | Indian Wells         | Indian Wells            | Miami                | Miami                     | Madrid                  | Madrid                    | Pékin             | Pékin                     | Dubaï                | Dubaï                   | Doha              | Doha                  | Rome               | Rome                     | Canada               | Canada                    | Cincinnati      | Cincinnati            | Tokyo             | Tokyo     | Wuhan     | Wuhan     |
| ------------------------- | -------------------- | ----------------------- | -------------------- | ------------------------- | ----------------------- | ------------------------- | ----------------- | ------------------------- | -------------------- | ----------------------- | ----------------- | --------------------- | ------------------ | ------------------------ | -------------------- | ------------------------- | --------------- | --------------------- | ----------------- | --------- | --------- | --------- |
| 2009                      |                      |                         |                      |                           |                         |                           |                   |                           |                      |                         |                   |                       |                    |                          |                      |                           |                 |                       |                   |           |           |           |
| Finale Dulko              | Azarenka Zvonareva   | 2e tour (1/8) Dulko     | Medina Ruano         | 2e tour (1/8) Dulko       | Forfait                 | —                         | —                 | 1er tour (1/16) Grönefeld | Forfait              |                         |                   | —                     | —                  | 1er tour (1/16) Dulko    | Benešová Strýcová    | 2e tour (1/8) Dulko       | Ruano Zheng     | —                     | —                 |           |           |           |
| 2010                      |                      |                         |                      |                           |                         |                           |                   |                           |                      |                         |                   |                       |                    |                          |                      |                           |                 |                       |                   |           |           |           |
| 1er tour (1/16) Errani    | Black Huber          | 1er tour (1/16) Errani  | Petrova Stosur       | 1/2 finale Schiavone      | Williams                | 2e tour (1/8) Niculescu   | Peschke Srebotnik | 2e tour (1/8) Voskoboeva  | Kleybanova Schiavone |                         |                   | 2e tour (1/8) Hercog  | Huber Petrova      | 1/2 finale Niculescu     | Dulko Pennetta       | —                         | —               | Finale Peng           | Benešová Strýcová |           |           |           |
| 2011                      |                      |                         |                      |                           |                         |                           |                   |                           |                      |                         |                   |                       |                    |                          |                      |                           |                 |                       |                   |           |           |           |
| 1er tour (1/16) Peng      | Hantuchová Radwańska | 1/2 finale Peng         | Hantuchová Radwańska | 1er tour (1/16) Niculescu | Hsieh Yan               | 1er tour (1/16) Dushevina | Hsieh Voskoboeva  | 2e tour (1/8) Niculescu   | Raymond Stosur       |                         |                   | 2e tour (1/8) Şenoğlu | Dulgheru Gajdošová | 2e tour (1/8) Niculescu  | Huber Raymond        | 1er tour (1/16) Niculescu | Huber Raymond   | 1er tour (1/8) Chuang | Grandin Uhlířová  |           |           |           |
| 2012                      |                      |                         |                      |                           |                         |                           |                   |                           |                      |                         |                   |                       |                    |                          |                      |                           |                 |                       |                   |           |           |           |
| 1er tour (1/16) Dushevina | Mirza Vesnina        | 1/4 de finale Dushevina | Dulko Suárez         | 1er tour (1/16) Begu      | Pavlyuchenkova Šafářová |                           |                   |                           |                      | 1/4 de finale Dushevina | Kops-Jones Spears | —                     | —                  | 1er tour (1/16) Husárová | Dushevina Tanasugarn | 1er tour (1/16) Janković  | Daniilídou Peng |                       |                   |           |           |           |

N.B. : le nom de la partenaire se trouve sous le résultat ; le nom des ultimes adversaires se trouve à droite.

## Parcours aux Jeux olympiques

### En simple dames
| # | Date       | Nom de l'olympiade             | Surface      | Résultat        | Ultime adversaire | Score     |          |
| - | ---------- | ------------------------------ | ------------ | --------------- | ----------------- | --------- | -------- |
| 1 | 11/08/2008 | Olympic Tennis Event Pékin     | Dur (ext.)   | 2e tour (1/16)  | Vera Zvonareva    | 6-3, 7-64 | Parcours |
| 2 | 28/07/2012 | Olympic Tennis Event Wimbledon | Gazon (ext.) | 1er tour (1/32) | Maria Sharapova   | 6-2, 6-0  | Parcours |

### En double dames
| # | Date       | Nom de l'olympiade         | Surface    | Résultat        | Partenaire      | Ultimes adversaires        | Score    |          |
| - | ---------- | -------------------------- | ---------- | --------------- | --------------- | -------------------------- | -------- | -------- |
| 1 | 11/08/2008 | Olympic Tennis Event Pékin | Dur (ext.) | 1er tour (1/16) | Tzipora Obziler | Gisela Dulko Betina Jozami | 6-3, 6-2 | Parcours |

## Parcours en Fed Cup
| #                                                                       | Date       | Lieu            | Surface         | Gagnante(s)                          | Perdante(s)                    | Score          |          |
|                                                                         |            |                 |                 |                                      |                                |                |          |
| 2003 - Barrage (groupe mondial I) - Suisse - Israël - 4 : 1             |            |                 |                 |                                      |                                |                |          |
| 1                                                                       | 19/07/2003 | Winterthour     | Terre (ext.)    | Myriam Casanova Emmanuelle Gagliardi | Tzipora Obziler Shahar Peer    | 6-1, 6-1       | Parcours |
|                                                                         |            |                 |                 |                                      |                                |                |          |
| 2007 - 1er tour (groupe mondial II) - Canada - Israël - 2 : 3           |            |                 |                 |                                      |                                |                |          |
| 2                                                                       | 21/04/2007 | Kamloops        | Moquette (int.) | Shahar Peer                          | Stéphanie Dubois               | 6-4, 6-4       | Parcours |
| 2                                                                       | 21/04/2007 | Kamloops        | Moquette (int.) | Shahar Peer                          | Aleksandra Wozniak             | 6-4, 6-0       | Parcours |
| 2                                                                       | 21/04/2007 | Kamloops        | Moquette (int.) | Stéphanie Dubois Marie-Ève Pelletier | Shahar Peer Tzipora Obziler    | 6-3, 4-6, 7-5  | Parcours |
|                                                                         |            |                 |                 |                                      |                                |                |          |
| 2007 - Barrage (groupe mondial I) - Autriche - Israël - 1 : 4           |            |                 |                 |                                      |                                |                |          |
| 3                                                                       | 14/07/2007 | Linz            | Terre (ext.)    | Shahar Peer                          | Tamira Paszek                  | 6-4, 6-4       | Parcours |
| 3                                                                       | 14/07/2007 | Linz            | Terre (ext.)    | Shahar Peer                          | Yvonne Meusburger              | 6-3, 6-1       | Parcours |
| 3                                                                       | 14/07/2007 | Linz            | Terre (ext.)    | Tzipora Obziler Shahar Peer          | Melanie Klaffner Tamira Paszek | 6-3, 6-1       | Parcours |
|                                                                         |            |                 |                 |                                      |                                |                |          |
| 2008 - 1/4 de finale (groupe mondial) - Israël - Russie - 1 : 4         |            |                 |                 |                                      |                                |                |          |
| 4                                                                       | 02/02/2008 | Ramat Ha-Sharon | Dur (ext.)      | Shahar Peer                          | Dinara Safina                  | 0-6, 6-2, 6-2  | Parcours |
| 4                                                                       | 02/02/2008 | Ramat Ha-Sharon | Dur (ext.)      | Maria Sharapova                      | Shahar Peer                    | 6-1, 6-1       | Parcours |
| 4                                                                       | 02/02/2008 | Ramat Ha-Sharon | Dur (ext.)      | Dinara Safina Elena Vesnina          | Tzipora Obziler Shahar Peer    | 6-0, 1-6, 6-4  | Parcours |
|                                                                         |            |                 |                 |                                      |                                |                |          |
| 2008 - Barrage (groupe mondial I) - Israël - République tchèque - 2 : 3 |            |                 |                 |                                      |                                |                |          |
| 5                                                                       | 26/04/2008 | Ramat Ha-Sharon | Dur (ext.)      | Petra Kvitová                        | Shahar Peer                    | 2-6, 6-3, 6-0  | Parcours |
| 5                                                                       | 26/04/2008 | Ramat Ha-Sharon | Dur (ext.)      | Iveta Benešová                       | Shahar Peer                    | 6-76, 6-3, 6-4 | Parcours |
| 5                                                                       | 26/04/2008 | Ramat Ha-Sharon | Dur (ext.)      | Iveta Benešová Květa Peschke         | Tzipora Obziler Shahar Peer    | 6-4, 6-3       | Parcours |
|                                                                         |            |                 |                 |                                      |                                |                |          |
| 2009 - 1er tour (groupe mondial II) - Ukraine - Israël - 3 : 2          |            |                 |                 |                                      |                                |                |          |
| 6                                                                       | 07/02/2009 | Kharkiv         | Dur (int.)      | Shahar Peer                          | Kateryna Bondarenko            | 6-3, 6-76, 6-3 | Parcours |
| 6                                                                       | 07/02/2009 | Kharkiv         | Dur (int.)      | Shahar Peer                          | Alona Bondarenko               | 4-6, 7-5, 6-4  | Parcours |
| 6                                                                       | 07/02/2009 | Kharkiv         | Dur (int.)      | Alona Bondarenko Kateryna Bondarenko | Tzipora Obziler Shahar Peer    | 6-3, 6-2       | Parcours |
|                                                                         |            |                 |                 |                                      |                                |                |          |
| 2009 - Barrage (groupe mondial II) - Estonie - Israël - 3 : 2           |            |                 |                 |                                      |                                |                |          |
| 7                                                                       | 25/04/2009 | Tallinn         | Dur (int.)      | Shahar Peer                          | Maret Ani                      | 6-1, 6-0       | Parcours |
| 7                                                                       | 25/04/2009 | Tallinn         | Dur (int.)      | Kaia Kanepi                          | Shahar Peer                    | 6-3, 6-4       | Parcours |
| 7                                                                       | 25/04/2009 | Tallinn         | Dur (int.)      | Maret Ani Kaia Kanepi                | Tzipora Obziler Shahar Peer    | 1-6, 6-4, 8-6  | Parcours |

## Classements WTA en fin de saison

### En simple
| Année | 2002 | 2003 | 2004 | 2005 | 2006 | 2007 | 2008 | 2009 | 2010 | 2011 | 2012 | 2013 | 2014 | 2015 |
| Rang  | 832  | 709  | 183  | 45   | 20   | 17   | 38   | 31   | 13   | 37   | 74   | 77   | 119  | 174  |

Source : (en) « Classements de Shahar Peer », sur le site officiel du WTA Tour

### En double
| Année | 2002 | 2003 | 2004 | 2005 | 2006 | 2007 | 2008 | 2009 | 2010 | 2011 | 2012 | 2013 | 2014 | 2015 |
| Rang  | 855  | -    | 288  | 86   | 27   | 29   | 19   | 56   | 24   | 51   | 79   | 128  | 70   | 141  |

Source : (en) « Classements de Shahar Peer », sur le site officiel du WTA Tour